# 嘉定城墙
嘉定城墙位于中国上海市嘉定区嘉定镇街道，为原嘉定县城城墙。2014年，入选上海市文物保护单位。

## 历史
嘉定城墙为南宋嘉定十二年（1219）置县时由知县高衍孙主持创建，最初为土城，元至正十八年（1358）张士诚遣将吕珍改筑为砖石城墙。明嘉靖三十二年（1553）为抗击倭寇入侵，由时任知县万思谦扩建，清代重修。

## 建筑
嘉定城墙呈圆形，周二千二百六十六丈六尺（约7049米），高二丈九尺（约9米），有城门四座和水关四座，分别为东门（元代称晏海门，明因之）、西门（元代称合浦门，明代改名济漕门）、南门（元代称澄江门，明代改名宣文门）、北门（元代称朝京门、观潮门，明代改名振武门）。
嘉定城墙1949年时仍基本完整，之后因为道路建设、毁墙建房等因素等拆毁大部分，现残留南门、西门两个墙段，各长约120米。南门段位于南大街南端东侧，护城河畔，建有南城墙公园与南水关公园，西门段位于人民街西端南侧，另在北大街271号桃李园中学东侧有北水关遗址。